# Badolie
Badolie is een speciaal ontworpen substantie voor een groot deel gemaakt uit natuurlijke zuivere oliën. Het kan gebruikt worden bij het nemen van een ligbad in plaats van bijvoorbeeld badschuim. Badolie beschermt een droge of ruwe huid en herstelt en beschermt de natuurlijke huidbarrière tegen verdere uitdroging. 
De olie vermengt zich met het badwater en blijft niet als een laagje op de oppervlakte drijven. Men hoeft slechts enkele druppels te gebruiken en doet dus lang met een flesje dat meestal een inhoud heeft van een kwart liter. Tijdens het baden wordt de huid gereinigd en vormt zich een dun laagje werkzame olie op de huid. Men dient zich na het bad dan ook voorzichtig af te drogen om te voorkomen dat men het laagje gelijk weer verwijdert. De bodem van het bad kan door de badolie glad worden. 
Badolie bestaat er in verschillende soorten en kleuren, zoals jeneverbes of rozemarijn.    